# Conseil général de la Guyane
Gouverneur Assemblée de Guyane
Le conseil général de la Guyane est l'assemblée délibérante exécutive du département français de la Guyane (qui est également une région française avec un conseil régional). Créée par décret le 23 décembre 1878, l'assemblée est à l'origine, administrativement, un conseil colonial jusqu'à loi de départementalisation de 1946, qui lui confère alors le même statut que les conseils généraux métropolitains. 
Au 1er janvier 2016, l'Assemblée de Guyane se substitue au conseil général et au conseil régional de la Guyane.

## Composition de l'exécutif du conseil général

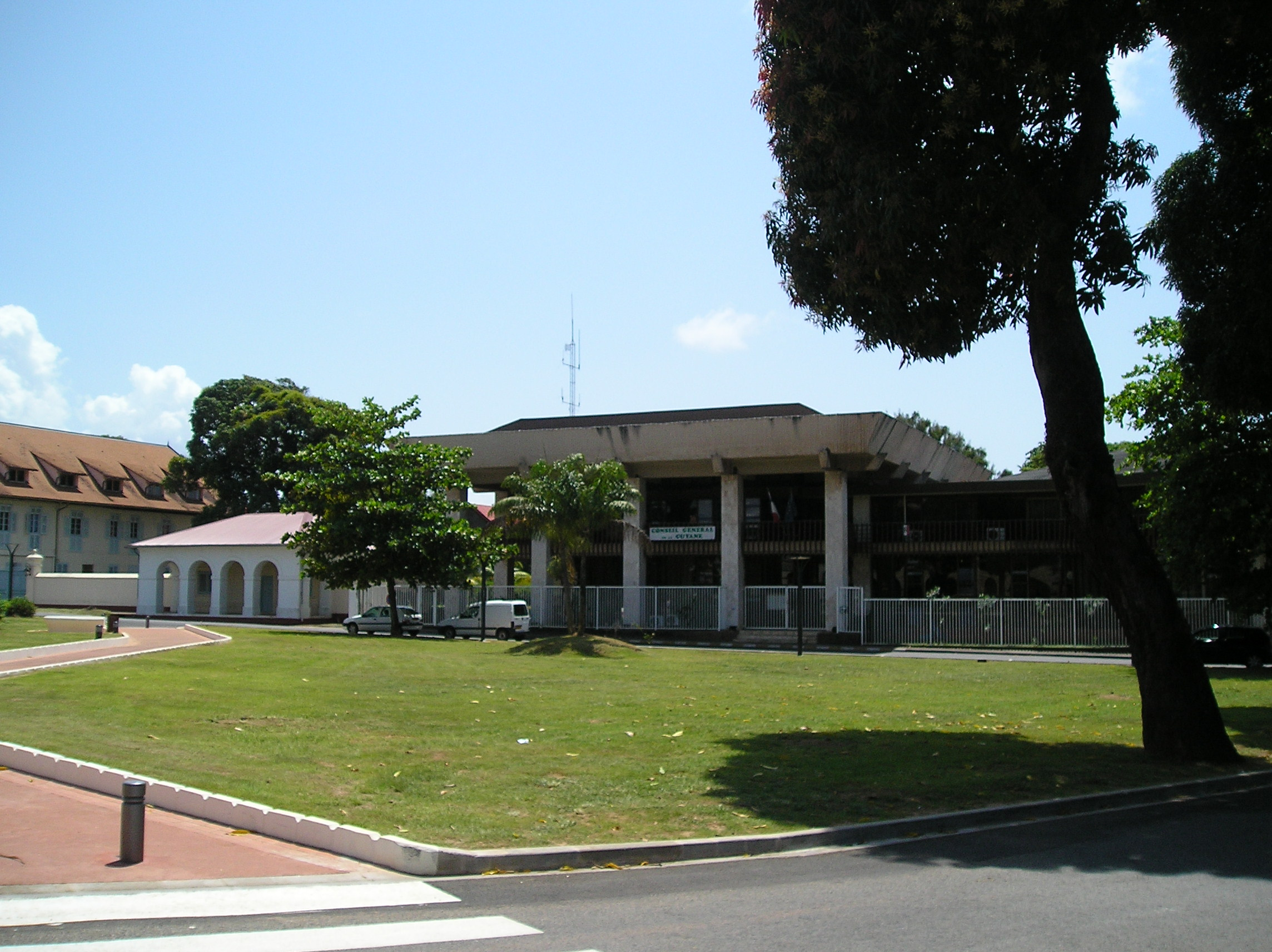
Siège du conseil général de la Guyane à Cayenne

### De 2008 à 2011
- Président du conseil général : Alain Tien-Liong (DVG), canton de Cayenne Sud-Ouest
- 1er vice-président au développement durable, aux affaires coutumières, juridiques et contentieuses, au contrôle de gestion, et à l'agriculture (pêche) : Fabien Canavy (MDES), canton de Cayenne Sud, conseiller régional
- 2e vice-président aux infrastructures, à la politique de la Ville, à l'amélioration de l'habitat et à l'entretien : Alex Alexandre (PSG), canton de Cayenne Sud-Est
- 3e vice-président aux transports et aux actions sanitaires : Albéric Benth (App. PSG), canton de Mana, adjoint au maire de Mana
- 4e vice-président à la coopération et à la vallée de l'Oyapock : René Gustave (DVG), canton de Saint-Georges-de-l'Oyapock
- 5e vice-président aux bâtiments scolaires, aux CAIT et à la formation du personnel : Patrice Clet (SE), canton de Sinnamary
- Conseiller délégué à l'insertion, à l'enfance, à la famille et au logement social : Hubert Contout (Walwari/PRG), canton de Cayenne Centre
- Conseiller délégué aux moyens généraux : Pierre Désert (DVG), canton d'Approuague-Kaw
- Conseiller délégué aux personnes âgées, aux personnes handicapées et aux sports : Athys Jaïr (SE), canton de Cayenne Nord-Ouest
- Conseiller délégué au patrimoine départemental : Joseph Ho-Ten-You (DVG), canton de Rémire-Montjoly
- Conseiller délégué aux fonds européens, à l'aménagement et au développement rural : Daniel Mangal (DVD), canton d'Iracoubo, maire d'Iracoubo
- Conseiller délégué à l'éducation (fonctionnement des collèges), à l'enseignement supérieur et à la culture : Christian Porthos (SE), canton de Montsinéry-Tonnegrande

Autres conseillers généraux :
- Antoine Karam (PSG), canton de Cayenne Nord-Est
- Jocelyne Pruykemaker (DVD), canton de Macouria, adjointe au maire de Macouria
- Jocelyn Agélas (DVD), canton de Maripasoula, adjoint au maire de Maripasoula
- Marie-Thérèse Morel (UMP), canton de Saint-Laurent-du-Maroni
- Juliana Rimane (UMP), canton de Kourou, conseillère municipale de Kourou
- Jean-Pierre Roumillac (UMP), canton de Matoury, maire de Matoury
- Claude Polony (UMP), canton de Roura